# Antonio Tantardini

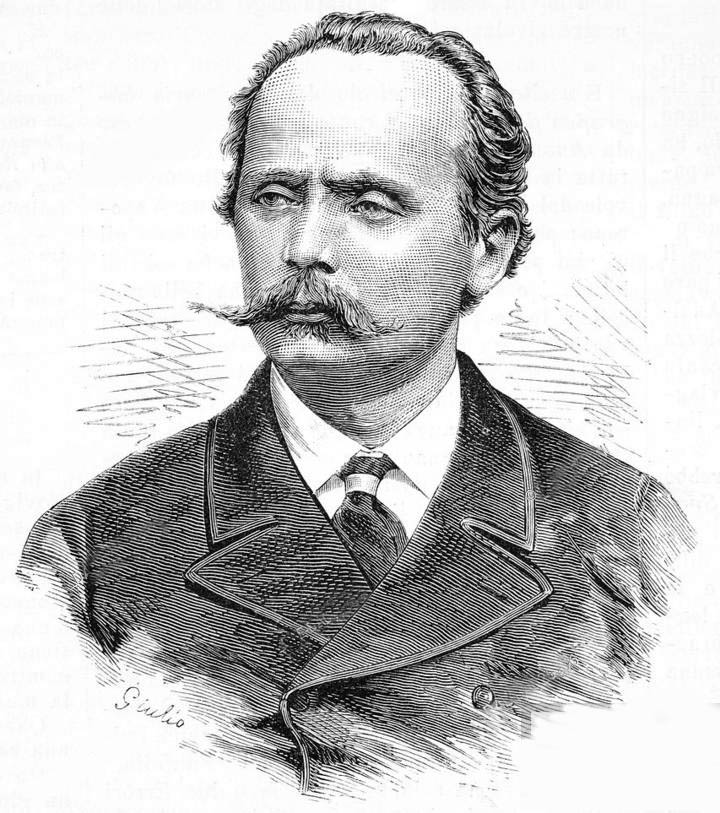
Antonio Tantardini.

Antonio Tantardini, född den 12 juni 1829 i Milano, död där den 7 mars 1879, var en italiensk skulptör.
Tantardini utmärkte sig genom ideal uppfattning, ädel formgivning och högt utvecklad teknik. Bland hans arbeten är Uppståndelsens ängel (Trieste), Badande flicka (många reproduktioner), Historiens gudinna (för Cavourmonumentet i Milano), Faust och Margareta, Voltas staty (Pavia), porträttbyster av Dante, Goethe med flera.